# ショーン・マイケルズ (ポルノ男優)
ショーン・マイケルズ Sean Michaels（出生名Andre Allen、ニューヨークブルックリン出身、1958年2月20日 - ）はアメリカ合衆国のポルノ男優。

## 来歴

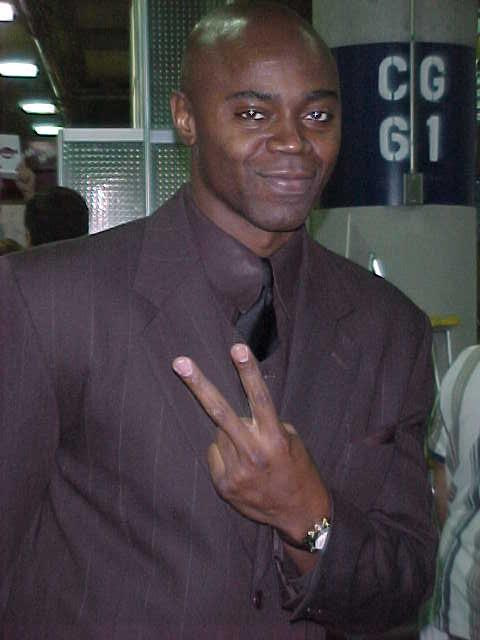
2000年のCESにて

マイケルズはポルノ映画界で働くためにブルックリンからロサンゼルスに転居し、1989年にデビューを飾った。彼は異人種間のポルノ映画を専門とし、タミー・モンロー、アシュリン・ギア、ジュアニータ・チョン、チェシー・ムーア、レベッカ・バルドー、チェリ・テイラーなどの人気白人ポルノ女優と共演した。1000本以上のポルノ映画に出演し、1991年からはポルノ映画の監督も務めるようになった。
彼は数少ない割礼を受けてないアフリカ系アメリカ人ポルノ男優の1人である。彼の他にはスレッジ・ハマーやチャーリー・マックがいたが、2人とも男優としてはマイケルズより短命であった。
デビュー当時マイケルズは黒人の元ポルノスター、ロング・ドング・シルバー（Long Dong Silver - ダニエル・アーサー・ミード）の息子であると宣伝されていたが、実際はミードより2歳年上である。
2003年の報道によると、マイケルズはWWEのレスラーショーン・マイケルズ (Shawn Michaels) と名前が類似しているとして、同団体から名前の使用停止を求める訴訟をおこされた。同記事によれば、レスラーのShawn Michaelsが彼の名前を商標登録する以前に、Sean Michaelsの名前はすでに商標として登録されていた。
ショーン・マイケルズは、「ショーン・マイケルズ大学」と呼ばれるプロジェクトを運営している。目指しているのはアダルト産業に興味を持つ人々を訓練することである。彼らのウェブサイトから引用すると、「プロデューサーから俳優まで我々は全てを教えます。」
彼はAVN殿堂、XRCO殿堂、Legends of Erotica殿堂、アーバンXアワード殿堂のメンバーである。
2018年にはキャリアで初めてバイセクシャルのシーンを演じた。

## 受賞
- 1993年 XRCO Best Group Scene - 『Slave To Love』(ピーター・ノース、キティ・ユン（スペイン語版）他と)[8]
- 1993年 XRCO Best Anal Sex Scene - 『Arabian Nights』(ポルシェ・リン、ジュリアン・セント・ジョックスと)[8]
- 1993年 XRCO Woodsman of the Year[8]
- 1995年 AVN殿堂
- 1996年 AVNアワード Best Group Sex Scene（ビデオ） - 『World Sex Tour 1』(マーク・デイビス、エリカ・ベラ（スペイン語版）、ステファニー・サルトーリと)[9]
- 1996年 FOXE Male Fan Favorite（ランディ・ウェストとタイ）[10]
- 1997年 FOXE Male Fan Favorite（T・T・ボーイとタイ）[10]
- 1998年 XRCO Best Anal or DP Scene - 『Tushy Heaven』(アリーシャ・クラス、サマンサ・スタイル（スペイン語版）と)[11]
- 1998年 AVN Best Anal Sex Scene（ビデオ） - 『Butt Banged Naughty Nurses』(カリーナ・コリンズ、マーク・デイビスと)[12]
- 1998年 FOXE Male Fan Favorite（T・T・ボーイとタイ）[10]
- 1999年 AVN Best Group Sex Scene（ビデオ） - 『Tushy Heaven』(アリーシャ・クラス、サマンサ・スタイル、ハリー・アストン（スウェーデン語版）、ウェンディ・ナイトと)[13]
- 1999年 AVN Best Anal Sex Scene（ビデオ） - 『Tushy Heaven』(アリーシャ・クラス、サマンサ・スタイルと)[13]
- 2000年 XRCO殿堂
- 2002年 ナイトムーヴス賞 Best Actor (Fan's Choice)[14]
- 2003年 ナイトムーヴス賞 Best Director (Fan's Choice)[15]
- 2007年 NightMoves Hall of Fame[16]
- 2008年 アーバンXアワード殿堂
- 2010年 AVN Best Double Penetration Sex Scene – 『Bobbi Starr & Dana DeArmond's Insatiable Voyage』(ボビー・スター、ミスター・マーカスと)[17]